# Сприйняття

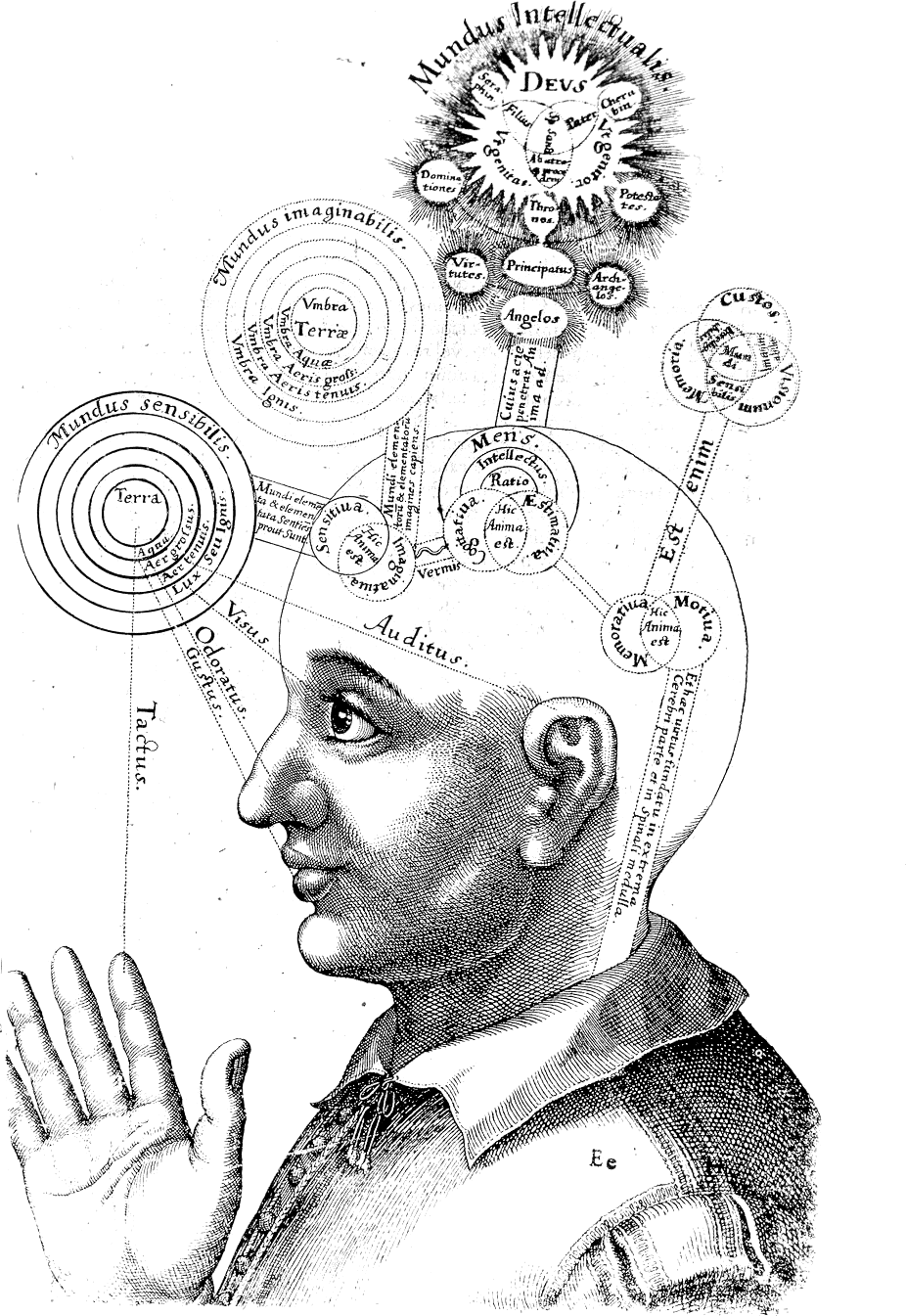
Відображення сприйняття макрокосму. Роберт Фладд (1619).

Сприйняття́, сприйма́ння (перцепція, від лат. perceptio) — це дещо складніша, ніж відчуття, форма пізнання дійсності. Сприйняття є віддзеркалення предметів і явищ у їх наочній цілісності. На основі сприйняття і відчуття виникають уявлення про об'єкти. Це пізнавальний психічний процес, який полягає у відображенні людиною предметів і явищ, у сукупності всіх їх якостей при безпосередній дії на органи чуття. Сприймання стосується скоріше когнітивних процесів, сприйняття є їх результатом. Саме тому потрібні два різних терміни. Також варто відрізняти від сприймання відчуття як низькорівневий когнітивний процес, що передує формуванню сприймання як високорівневого когнітивного процесу.
За Г.-В.Лейбніцем розрізняють перцепцію як просте безпосереднє уявлення про зовнішній світ і апперцепцію — як вищу форму пізнавальної діяльності, пов'язану з самосвідомістю.

## Сутність терміна
За своєю суттю сприймання трактується як складний процес, у ході якого інформація про окремі властивості об'єкта сполучається в сенсорний образ та інтерпретується як інформація породжена об'єктами або подіями оточуючого середовища.

## Види сприйняття
Залежно від того, чи людина ставить перед собою мету сприйняти предмет, розрізняють мимовільне та довільне сприймання.
Мимовільне сприймання, або ненавмисне, виникає тоді, коли людина не ставить перед собою мети щось сприйняти і не прикладає для цього зусиль волі. Таке сприймання спричиняється особливостями навколишніх предметів: їхньою яскравістю, розташуванням, незвичністю, а також особистим інтересом до них людини. Наприклад, відпочиваючи, студенти проглядають цікаві фільми, читають книжки, однак спеціальних зусиль для цього не докладають.
Довільне сприймання, або навмисне, характеризується тим, що людина ставить перед собою мету щось сприйняти і докладає для цього вольові зусилля. 
У залежності від переважної ролі того або іншого аналізатора в структурі образу розрізняють наступні вигляди сприймання: кінестетичні, зорові, слухові, дотикові, нюхові, смакові.
У залежності від провідних аспектів об'єкта, що сприймаються, виділяють також такі класи сприймань: 
- сприймання простору
- сприймання часу
- сприймання руху
- сприймання об'єктів

## Теорія в історичному розвитку
Перше кількісне співвідношення, відкрите в психології закон Вебера — Фехнера пов'язує між собою виразність сприйняття із інтенсивністю зовнішнього подразника. Це якісно нова форма чуттєвого відображення дійсності, яка виконує дві взаємозв'язані функції: пізнавальну та регулятивну. Пізнавальна функція розкриває властивості та структуру об'єктів, а регулятивна— спрямовує практичну діяльність суб'єкта згідно з цими властивостями об'єктів.
Сприймання має активний характер, воно відображає в єдності із всебічними характеристиками об'єкта також і все багатогранне життя суб'єкта: його світоглядні установки, минулий досвід, інтереси, прагнення, надії.
Знання про оточуючу дійсність людина одержує не тільки через відчуття, а і через сприймання. У відчуттях відображаються лише окремі властивості предметів, наприклад їхній запах, колір, твердість тощо, тоді як у сприйманні всі ці властивості відображаються у їхній сукупності і взаємозв'язку.
Сприйманням називається відображення в свідомості людини предметів і явищ дійсності при їхньому безпосередньому впливі на органи чуття.
Результатом сприймання є цілісний образ об'єкта (ґештальт). Наприклад, взявши в руки нову книжку, ми одночасно відображаємо колір її сторінок, вагу, запах типографської фарби тощо. Усі ці зорові, тактильні, нюхові та інші відчуття, поєднуючись, дають образ книги.
Проте дослідження показують, що сприймання не зводиться до простої суми відчуттів, а складає якісно нову ступінь чуттєвого пізнання дійсності. Воно доповнюється і опосередковується наявними в особистості знаннями, її минулим досвідом. Отже, сприймання є надзвичайно складним психічним процесом. Тому не дивно, що цілий ряд питань, пов'язаних з його протіканням, не зважаючи на значні зусилля з боку багатьох вчених, не розв'язані й досі.

## Гіпотези
Як же відбувається людське сприймання ?
Пошуки відповіді на це питання можна побачити уже в роботах старогрецьких вчених Епікура, Демокріта, Аристотеля, Евкліда та ін.
Зір здійснюється з допомогою променів, що виходять з очей і ніби обмацують предмети, подібно до того як сліпий пізнає форму предметів шляхом обмацування їх рукою чи палицею (Евклід).
На жаль ця правильна думка про активність сприймаючого рецептора в епоху Відродження була замінена хибною, за якою образ виникав у результаті впливу зовнішніх агентів на пасивно сприймаючі органи чуття.
Психофізіологія XIX ст. виходила з ілюзії, що дослідження сприймання повинно базуватися на вивченні будови периферичних рецепторних апаратів і фізіологічних принципів їхньої роботи. Стосовно до зору це значить, що вивчення проєкції образу предмета на сітківці може пояснити сприймання видимого світу.
Гештальтисти, зрозумівши недостатність такого підходу до пояснення сприймання, висунули свою концепцію центральних механізмів формування перцептивного образу (Келлер). Вони перенесли сприймання із сіткового на мозковий рівень, зберігши при цьому пороки старої психофізіології. Розглядаючи процеси формування образу сприймання як пряме відображення фізіологічних процесів структуроутворення, що ніби проходять у нервовій системі, вони прийшли до хибного розв'язання проблем сприймання.
Критичний аналіз цих поглядів зробили в своїх роботах вітчизняні психологи С. Л. Рубінштейн, О. М. Леонтьєв, П. Я. Гальперін та ін. На його основі був розроблений принципово новий підхід до вивчення проблеми сприймання. Виходячи із сєченівського розуміння рефлекторної природи сенсорних процесів, вони почали розглядати сприймання як своєрідну дію, спрямовану на обстеження об'єкта сприймання і на створення його копії, його подібності.
Різностороннє вивчення сприймання показало, що як і всякий процес пізнання, воно залежить від особливостей суб'єкта: його досвіду, знань, потреб, інтересів, установок, спрямованості. Як і відчуття, воно є суб'єктивним образом об'єктивної дійсності. Критерієм їхньої істинності є практична діяльність людини. Сприймає дійсність не ізольоване вухо чи око, а конкретна жива людина. Тому в сприйманні виявляється її ставлення до об'єкта, її бажання, інтереси, почуття тощо.
Залежність сприймання від змісту психічного життя людини, від особливостей її особистості називають аперцепцією. Вона відіграє важливе значення в житті і діяльності людини. Людському сприйманню вона надає активний характер. Наприклад, ставлення студентів до сприймання психологічних знань різне до і після проходження педагогічної практики в школі.

## Особливості сприймання
Сприймання характеризується рядом особливостей, найважливішими з яких є: предметність, цілісність, структурність, константність і осмисленість. Дамо короткий опис кожної з них.
Предметність сприймання виявляється в тому, що властивості предмету відображаються в образі не ізольовано, а як належні предмету тобто в акті об'єктивації. Ця властивість є не природженою, а набутою особливістю людини. В її формуванні провідну роль відіграють рух і дотик. Без участі руху наші сприймання втрачають властивість предметності.
Другою особливістю сприймання є цілісність. На відміну від відчуття, яке є моно модальним, сприймання є полі модальним. Воно формується на основі сумісної діяльності ряду аналізаторів, об'єднаних у функціональну систему. Цілісний образ виникає на основі узагальнення знань про окремі властивості предмету, що одержується у вигляді окремих відчуттів.
З цілісністю перцептивного образу тісно пов'язана його структурність, яка полягає в тому що сприймання не просто конгломерат відчуттів, а в ньому відображаються відношення різних властивостей і частин предмету, тобто його структура. Вона формується у людини протягом певного часу. Так, читаючи окреме слово, читач сприймає його як цілісне після сприймання його літер. У дослідженнях Сєченова показано, що джерело цілісності і структурності криється в особливостях самих предметів. Основою цілісності і структурності сприймання є відображення форми (і контуру) предмету, яка об'єктивно виділяє його із оточення, будучи роздільною гранню двох реальностей. Він встановив, що цілісність і структурність не є початковими властивостями перцептивного образу, а формується в процесі його становлення, як результат рефлекторної роботи аналізаторів.
Проведені пізніше експерименти підтвердили цю думку, показавши фазовий характер зорового сприймання. Було встановлено, що в першу мить складний предмет сприймається як мозаїчне поєднання ліній, кутів, кольорів і лише в процесі розвитку сприймання утворюється цілісний образ.
Четвертою характерною особливістю сприймання є константність. Під нею розуміють відносну постійність сприйманої величини, форми і кольору предметів при зміні відстані, положення спостерігача, освітленості предмету. У житті умови сприймання предметів безперервно змінюються. Відповідно змінюються і перцептивні процеси, але образ предмету залишається відносно постійним. Це ж стосується величини і форми предметів. При зміні дистанції спостереження змінюється величина зображення предмета на сітківці ока, але видима величина і форма залишаються відносно постійними.
Отже, на основі постійно мінливих сенсорних вражень перцептивна константність продукує стійкий, стабільний і константний образ світу.
Дійсним джерелом константності сприймання є активні дії перцептивної системи, які допомагають суб'єкту виділяти інваріантну структуру об'єкта сприймання. Дослідження показали, що минулий досвід здійснює активний вплив на константність, але її основною передумовою є відображення тієї ситуації, в якій знаходиться предмет сприймання. Сприймання кольору, величини і форми незнайомого об'єкта ізольовано від ситуації є аконстантне.
П'ятою характерною особливістю сприймання є осмисленість. Сприймаючи предмети і явища дійсності, людина тлумачить їх згідно з наявними знаннями і практичним досвідом. Сприймання людини тісно пов'язане з мисленням. Сприйняти об'єкт, це значить виділити його з оточення і мислено назвати його, тобто віднести до певного класу предметів. Тоді, коли це зразу зробити не вдається, в процесі сприймання відбувається динамічний пошук найкращої інтерпретації наявної інформації. Це можна помітити при сприйманні багатозначних малюнків, у яких почергово суб'єктом сприймаються то фігура, то фон. Велике значення в осмисленості сприймання відіграє зв'язок першої і другої сигнальних систем у людини.
Сприйняття пов'язане з мисленням, увагою, спрямовується мотивацією і має певне емоційне забарвлення. Психологічні дослідження доказали зв'язок сприйняття з процесом пізнання.

## Властивості сприйняття
- Предметність
- Цілісність
- Константність
- Вибірковість
- Аперцепція
- Осмислення сприйняття
- Узагальнення
- Ілюзія

## Основні типи сприйняття
- Аналітичний — намагання людини вирізняти і аналізувати деталі та подробиці
- Синтетичний — схильність до узагальненого відображення явищ і визначення суті того, що відбувається
- Аналітико-синтетичний — намагання зрозуміти основу, сутність явища і фактичне її підтвердження
- Емоційний — схильність людини до висловлення свого ставлення, власних переживань, спричинених певними явищами.